# Odranski Obrež
Odranski Obrež is een plaats in de gemeente Zagreb in de Kroatische provincie Stad Zagreb. De plaats telt 1.406 inwoners (2001).